# Crypturellus undulatus
Crypturellus undulatus е вид птица от семейство Тинамуви (Tinamidae).

## Разпространение
Видът е разпространен в Аржентина, Боливия, Бразилия, Венецуела, Гвиана, Еквадор, Колумбия, Парагвай, Перу и Френска Гвиана.